# Kiss Jenő (gimnáziumi tanár)
| Kiss Jenő                                 | Kiss Jenő                                                                                 |
| Kattints az alábbi külső linkek egyikére! | Kattints az alábbi külső linkek egyikére!                                                 |
| ----------------------------------------- | ----------------------------------------------------------------------------------------- |
| Nem található szabad kép.(?)              |                                                                                           |
| külső link · jogvédett                    | Kiss Jenő. In.: Sipos Béla: Az Óbudai Árpád Gimnázium 120 éve. (1902-2022) OSZK-MEK. 416. |

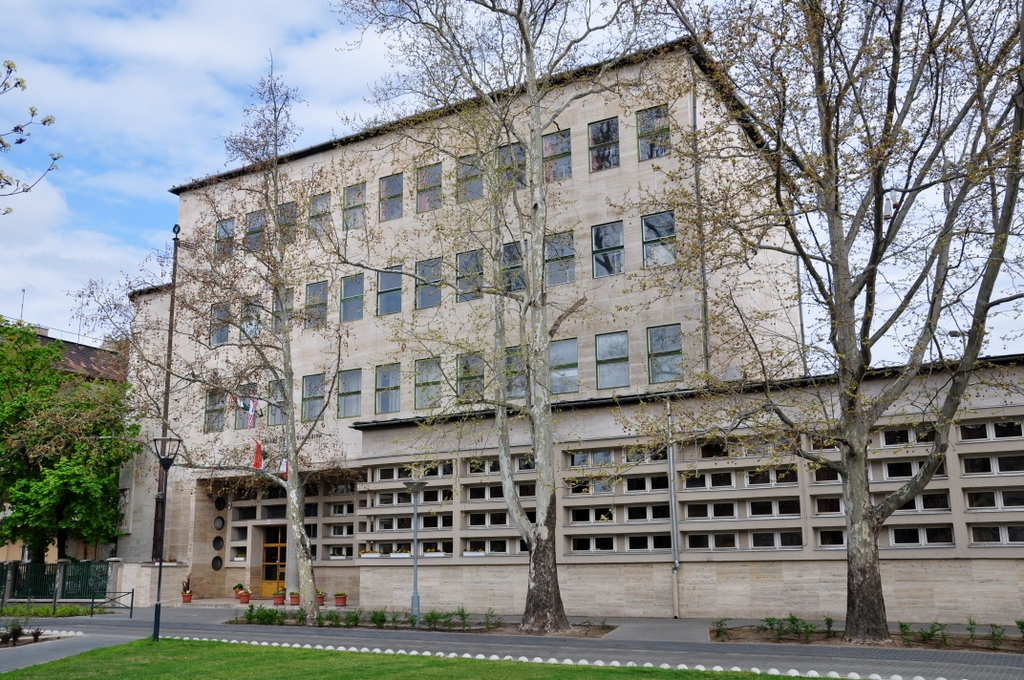
1957-1973 között az Óbudai Árpád Gimnáziuman latin nyelvet és a magyar irodalom történetét tanította

Kiss Jenő (Kemenespálfa, 1913. szeptember 17. – Zamárdi, 2001. október 7.) latin–magyar szakos gimnáziumi tanár.

## Életútja, munkássága
Születési anyakönyve alapján szülei Kiss József (1884-) római katolikus földműves és Szücs Erzsébet (1889-) romai katolikus kemenespálfai lakosok. 1921 és 1925 között a Pápai Római Katolikus Általános Iskolában tanult. 1925-től a Veszprémi Piarista  Gimnáziumban folytatta tanulmányait, ahol 1933-ban érettségizett. A Veszprémi Hittudományi Katolikus Főiskolán 1933-tól papnak készült, de kispappá történő kinevezése előtt 1935-ben kizárták, mert kiszökött néhány diák és ezt nem jelentette. A budapesti Pázmány Péter Tudományegyetemen 1937-ben latin–magyar szakos oklevelet szerzett, ahol elismerték a Veszprémi Hittudományi Katolikus Főiskolán tanultak egy részét Doktori értekezését 1937-ben Jakab Ödön költő munkásságából kezdte megírni, de 1945-ben, amikor visszatért Budapestre, lakását (IX., Erkel u. 9.) bombatalálat érte és iratait nem találta meg. 1937 és 1942 között a Budapesti II. ker. Mátyás király reálgimnázium, magyar–latin szakos helyettes tanára, az ifjúsági könyvtár őre volt. 1942-ben a VI. osztály osztályfőnöke, de mivel katonai szolgálatot teljesített, a tanítás alól felmentették. 1942 és 1945 között részt vett a második világháború harcaiban, amerikai fogságba esett. 1946-ban a II. kerületi Érseki Katolikus Főgimnáziumban folytatta munkáját. 1948-ban a VII. C osztály osztályfőnöke, magyar–latin szakos kinevezett tanár volt. 1948-ban a gimnáziumot államosították, a neve II. kerületi Rákóczi Ferenc Gimnázium lett. Kiss Jenőnek a „Rákócziánum"-ból távoznia kellett, mert nem volt hajlandó az óráin az 1944 utáni magyar irodalomtörténetét ismertetni és sok kádergyerek járt az iskolába. A szülök többsége a Rózsadombon lakott. Az Óbudai Árpád Gimnáziumban 1956 előtt és után is több olyan tanár tanított, akiket a hatalom száműzött, többen börtönbüntetést szenvedtek. Csak néhány példa: Könözsy Lajos, Litván György, Szabolcsi Miklós, Szentkuthy Miklós, Vészi János és mások. Sinkovits Imre a következőket írta ezzel kapcsolatban. „Az Árpád Gimnázium a sarkosan konzervatív szellemiségű, vonalas budai elitgimnáziumokhoz képest – mint például a „Rákócziánum" vagy a Toldy – szabadabb szellemiségű tanintézet. Tanárai között sok a „száműzött", akiket polgári, demokratikus világlátásuk miatt helyezett a kultuszminisztérium az akkor még peremkerületinek számító, a főváros margóján működő iskolába.”
1957-től az Óbudai Árpád Gimnáziumban tanított mint magyar–latin szakos tanár. 1961-ben az iskolai ünnepélyek rendezője, nem volt az MSZMP tagja. A tanulók sokoldalú képzésének elősegítését szolgálta az önképzőköri munka, mely elsősorban a művelődni vágyó ifjúság öntevékenységére épült, célja a fiatalokban rejlő sokoldalú alkotókészség kibontakoztatása, a művelődési igény felkeltése és kielégítése, a szabadidő színvonalas felhasználása. Tanárelnök Kiss Jenő volt. 1959 és 1963 között az „A” osztály osztályfőnöke is volt. 1967-ig csak a magyar nyelv és irodalom tantárgyat tanította, de Gombár Vince görög–latin szakos tanár halála (1967) után a latin nyelv oktatását is átvette. 1973-ban nyugdíjba vonult. 1997-ben Zamárdiba költözött.

## Tanítványai emlékezéseiből
- Szubjektív vallomással zárom Heller Farkasról írt tudósportrémat. A két világháború között hazánkban több, nemzetközileg elismert és iskolateremtő tudós működött, akiknek hatása generációkon keresztül érezhető. Nézeteimet kezdetben 
Horváth János, az irodalomtudós, a későbbiekben pedig Heller Farkas, a közgazdászprofesszor tanításai alakították. 25 éve érettségiztem az Óbudai Árpád Gimnáziumban. Ugyanazt mondhatom, mint amit neves színművészünk, Sinkovits Imre mondott: „Az Óbudai Árpád gimnázium kiváló iskola volt, nemcsak tanintézet, de egyben nevelőotthon, a szó legjobb értelmében, tanárainkat mintha bölcs megfontolással válogatta volna ki a jó szerencse: mesterei voltak hivatásuknak, életre, munkára, hazaszeretetre … neveltek.” Horváth János egyik kiváló tanítványa, osztályfőnököm, Kiss Jenő tanár úr szerettette meg velem az irodalmat. „Egyetemi szintű” előadásaim elsősorban a nemzeti függetlenségért és a haladásért folytatott több évszázados küzdelmet mutatta be a költészet területén Zrínyitől Ady Endréig, József Attiláig, Radnóti Miklósig. Hatására irodalom és történelem szakos tanárnak készültem. Neves közgazdasági és matematikai szakírónk, Krekó Béla professzor (fia, ifj. Krekó Béla osztálytársam volt és ő is közgazdász lett) indíttatására azonban a közgazdász pályát választottam. In.: Sipos Béla. Heller Farkas. A múlt magyar tudósai. Akadémiai Kiadó, Budapest. 1990. Utószó. [11]
- Kiss Jenő (1913-2001) emléktáblája az Óbudai Árpád Gimnázium előterében. „Ne bántsd a magyart” Tanítványait tudásából, tehetségéből és hitéből fakadó tekintélye formálta.” Osztályfőnöke emlékére az 1963. IV.a és 1971. IV.c osztályok. 2008. május 23-án.
- Kiss Jenő emléktáblájának avatása. Operatőr Korbai Géza. 2008.05.23. Kiss Jenőről megemlékeztek: Szenkuti Kis Gábor fia, volt tanítványai közül: Karádi Magdolna igazgató, Végh Alpár Sándor. (1957-1961. IV.a) és Krekó Béla (1959-1963. IV.a.) – Youtube.com, Közzététel Sipos Béla.  2023. május 30.-án.
- Végh Alpár Sándor Az Árpád Gimnáziumban minden mozdulatát lestük Kiss Jenőnek, a magyartanárnak, aki olyan eleganciával tudott elővenni egy zsebkendőt, ahogy manapság csak filmekben látni. Figyeltük, ahogy Báthori Béla az öltönyeit hordta, ahogy Gombár Vince beszélt: ezek az emberek mutattak valamit abból a világból, amelyben még mindenki tudta a maga helyét, ahol még nem volt összezavarva az értékrend, és nem a „szocialista erkölcsnek” nevezett gazemberséggel traktálták az ifjúságot.[12]

- Krekó Béla megemlékezése Kiss Jenőről, az emléktáblájának avatáskakor. 2008. május 23. Olyan nagy szerencsénk volt, hogy találkoztunk igazi nagy tanáregyéniségekkel, nem eggyel, hanem többel, közük volt valaki, ki számunkra a legkiemelkedőbb volt, szeretett tanárunk, Kiss Jenő, aki 1959-1963 között osztályfőnökünk volt. Kiss Jenő, aki mindnyájyunkra maradandó nyomot hagyott, akire úgy emlékszem, hogy szüleim után a legtöbbet tanultam, nem feltétlenül és leginkább tárgyi tudásban, bár abban is elég sokat, sokkal inkább emberi tartásban, tisztességben, kiállásban. [] Megtanított minket arra, hogy a régen íródott, sokszor számunkra idegen környezetben játszódó események, hozzánk, a mához szólnak, csak meg kell tanulni őket olvasni.
- 2008. május 23-án pénteken „az óbudai Árpád Gimnázium aulájában lepleztük le Kiss Jenő, a legendás magyartanár emléktábláját. Az avatók egyike én voltam.  Nem könnyű ilyenkor jól beszélni. Azoknak kell meghatódniuk, akik beszédemet hallgatják, és nem nekem. Márpedig kicsit remegett a hangom. Elmondtam, hogyan ismertem meg. Egy március 15-én történt. (1957-ben) Elől Sinkó Laci szavalt, bizonnyal Petőfit, ám közben valaki hátul - bár igyekezett hangját visszafogni - beszélt a szomszédjához. Elsős voltam, láttam, hogy egy tömpe bajszú tanár figyel, majd megfordul, és már indul is oda, ahonnan a hang jött. Az egy tömbbe sorakozott harmadikosok mellett állt meg. Végignézett a társaságon, és ami ezután történt, olyan volt, mint egy némajáték, bár ez akkor és ott tétre ment. Tekintetének erejétől egyik diák a másik után lépett kicsit hátrébb. A sor nyílt széjjel, mint a cipzár. A tanár, akinek akkor még nem tudtam a nevét, egy szót se szólt, mégis eljutott a fiúig, mondjam úgy: a tettesig. Pillantásától az szinte kővé meredt. Izgatottan figyeltem, mi lesz a folytatás. A tanár alig észrevehető fejmozdulattal jelezte a fiúnak, kövesse. És az követte. Elöl a bajszos, mögötte a diák, lendült az aula csapóajtaja, majd az ajtón túl egy kéz. Hallottuk a pofon csattanását - Sinkó Laci még mindig mondta a verset -, de már nyílt is a csapóajtó, elöl ugyanúgy az erős tekintetű tanár, mögötte a piros képű fiú. Mindkettő korábbi helyére állt, a beszélgetés ügye rendeződött, az ünnepség folyt tovább. A tanári karból senki nem vett észre semmit. Mi, diákok azonban igen. És bár akkor még aligha tudtam volna megfogalmazni, mit jelentett az a pofon, ma kétségem nincs afelől, hogy Kiss Jenő - mert ő adta - így tette egyértelművé: bizonyos dolgokban nincs pardon. És a haza ilyen. [] Csupán egy évig tanított, mégis úgy veszem elő a zsebkendőt mindmáig, ahogyan ő annak idején. És utánoztam a járását is, pedig abban ott volt példának apám. Felvetett fejjel, egyenes tartással járt időskorában is, én mégis Kiss tanár úr tempóját kívántam el.”  Magyar Nemzet, Köznapló. 2008-05-31 / 147. szám. Végh Alpár Sándor.[13]

- Poór Gyula Szerelmes földrajza. „Fantasztikus tanáraim voltak. Kis Jenő, akinek a gimnázium előcsarnokában van az emléktáblája, latint tanított, és a szentenciák általüzent, hogyan is maradhatunk emberek abban a politikailag sokakat megpróbáló, nehéz időszakban.”[14]

- Kiss Jenő életrajza. 416-418. Csengery Béla 1959 és 1962 között volt iskolánk tanulója. Az amfiteátrumot ábrázoló festményét már felnőttkorában készítette, de a címe által: Tisztelet Kiss Jenőnek. Árpád gimnáziumi élményekhez kapcsolódik. A képpel egykori osztályfőnöke emléke előtt tiszteleg. (A kép 2013-ban készült, amikor valóban víz töltötte meg az amfiteátrum arénáját, amint az a tükröződésekből is látszik.) 498. In.: Sipos Béla. Az Óbudai Árpád Gimnázium 120 éve. (1902-2022) OSZK-MEK. 2023. Az Óbudai Árpád Gimnázium 120 éve. (1902-2022) OSZK-MEK (magyar nyelven). Sipos Béla. (Hozzáférés: 2023. április 13.)

- Igazgatói szemmel: Tiszavölgyi István. A magyar szakosok közül Kéryné,  Soós Júlia, az első szociológusok egyike,  Radics Jenőné és Kis Jenő, akik mindig, ebben az időben is hirdették, tanították, képviselték magyarságtudatukat, igazságszeretetüket, hitüket. 314. Lévay Zsolt: 100 év – 100 kép az Árpád Gimnázium történetéből. „Árpád Gimnázium” Alapítvány, Budapest, 2002. ISBN 9630098997.[15]